# Laphystia flavipes
Laphystia flavipes là một loài ruồi trong họ Asilidae. Laphystia flavipes được Coquillett miêu tả năm 1904. Loài này phân bố ở vùng Tân Bắc giới.